# Edgar Froese
Edgar Wilmar Froese (ur. 6 czerwca 1944 w Tylży, zm. 20 stycznia 2015 w Wiedniu) – niemiecki muzyk rockowy grający muzykę elektroniczną, kompozytor i artysta grafik. Edgar Froese był instrumentalistą, grał na instrumentach klawiszowych (syntezatory, melotron), gitarze elektrycznej i basowej. Był założycielem i długoletnim liderem awangardowego zespołu Tangerine Dream. Oprócz pracy w grupie wydał szereg płyt solowych. Solowa muzyka Froese charakteryzuje się nasyconą, gęstą fakturą opartą na elektronicznym instrumentarium. Objąwszy pełną kontrolę nad grupą Tangerine Dream w połowie lat osiemdziesiątych Froese zaprzestał działalności solowej, jednocześnie sterował grupą w stronę łagodnego, przejrzystego brzmienia charakterystycznego dla new age.

## Solowa dyskografia Edgara Froesego
- 1974 Aqua
- 1975 Epsilon in Malaysian Pale
- 1975 Electronic Dreams (składanka)
- 1976 Macula Transfer
- 1978 Ages
- 1979 Stuntman
- 1982 Kamikaze 1989
- 1982 Solo 1974-1979
- 1983 Pinnacles
- 1995 Beyond the Storm (składanka)
- 2003 Introduction to the Ambient Highway
- 2003 Ambient Highway Vol.1
- 2003 Ambient Highway Vol.2
- 2003 Ambient Highway Vol.3
- 2003 Ambient Highway Vol.4
- 2005 Dalinetopia
- 2005 Orange Light Years